# Almaleea cambagei
Almaleea cambagei är en ärtväxtart som först beskrevs av Joseph Henry Maiden och Ernst Friedrich Betcke, och fick sitt nu gällande namn av Michael Douglas Crisp och Peter Henry Weston. Almaleea cambagei ingår i släktet Almaleea och familjen ärtväxter. Inga underarter finns listade i Catalogue of Life.